# Dzierżążno Wielkie (gromada)
Dzierżążno Wielkie – dawna gromada, czyli najmniejsza jednostka podziału terytorialnego Polskiej Rzeczypospolitej Ludowej w latach 1954–1972.
Gromady, z gromadzkimi radami narodowymi (GRN) jako organami władzy najniższego stopnia na wsi, funkcjonowały od reformy reorganizującej administrację wiejską przeprowadzonej jesienią 1954 do momentu ich zniesienia z dniem 1 stycznia 1973, tym samym wypierając organizację gminną w latach 1954–1972.
Gromadę Dzierżążno Wielkie z siedzibą GRN w Dzierżążnie Wielkim utworzono – jako jedną z 8759 gromad na obszarze Polski – w powiecie pilskim w woj. poznańskim, na mocy uchwały nr 38/54 WRN w Poznaniu z dnia 5 października 1954. W skład jednostki weszły obszary dotychczasowych gromad Dzierżążno Wielkie, Dzierżążno Małe i Gieczynek ze zniesionej gminy Dzierżążno Wielkie w tymże powiecie. Dla gromady ustalono 10 członków gromadzkiej rady narodowej.
1 stycznia 1958 do gromady Dzierżążno Wielkie włączono miejscowości Kocieniec, Kocień Mały, Kocień Wielki, Kuźniczka, Nowy Młyn i Usypisko ze zniesionej gromady Kocień Wielki w tymże powiecie.
1 stycznia 1959 powiat pilski przemianowano na trzcianecki.
31 grudnia 1971 do gromady Dzierżążno Wielkie włączono miejscowość Dębogóra ze zniesionej gromady Kuźnica Żelichowska w tymże powiecie.
Gromada przetrwała do końca 1972 roku, czyli do kolejnej reformy gminnej.